# Повернення живих мерців 2
«Повернення живих мерців 2» (англ. Return of the Living Dead Part II) — американський фільм жахів 1988 року.

## Сюжет
Хлопчик Джессі Вілсон разом зі своїми товаришами Біллі і Джонні гуляють по місцевому кладовищу. Вони знаходять запечатану каністру зі смертоносним газом тріоксіном, що випала з військової вантажівки. Джессі радить хлопцям не відкорковувати її, а подзвонити по телефону, який вказаний на етикетці. Незважаючи на заперечення товариша, Біллі бере скляну каністру в руки і бачить всередині неї потворне обличчя. Підлітки кидають каністру і тікають з кладовища. Але Біллі і Джонні вважають, що Джессі може розповісти про їх знахідку. Тому вони замикають його в склепі, а самі вирушають додому. Тим часом на кладовищі з'являються грабіжники могил Ед і Джої. Вони збираються проникнути в склеп, щоб поживитися коштовностями і людськими черепами, які можна вигідно продати на чорному ринку. В склепі вони виявляють Джессі, якому вдається вислизнути. У цей час Біллі і Джонні вирішують повернутися на кладовище. Вони відкривають каністру, звідки виривається тріоксін, після чого мерці починають вставати з могил і вирушають на пошуки свіжих мізків.

## У ролях
- Майкл Кенворті — Джессі Вілсон
- Тор Ван Лінген — Біллі Кроулі
- Джейсон Гоган — Джонні
- Джеймс Карен — Ед
- Том Метьюз — Джої
- Сюзанн Снайдер — Бренда
- Маршу Дітлайн — Люсі Вілсон
- Сьюзен Стеднер — інструктор аеробіки
- Джонатан Террі — полковник Гловер
- Дена Ешбрук — Том Ессекс
- Саллі Смайт — Мілдред Кроулі
- Аллан Траутман — чорний труп
- Дон Максвелл — Джордж Кроулі
- Рейнольд Сіндріч — Солдат
- Філіп Брунс — Док Мандель
- Мітч Піледжі — сержант
- Арт Бонілья — Лес
- Терренс Ріггінс — Френк
- Джеймс Макінтайр — офіцер
- Ларрі Ніколас — двійник Джессі
- Форрест Дж. Акерман — Гарві Крамер
- Дуглас Бенсон — зомбі
- Девід Ебі — зомбі
- Ніколас Ернандез — зомбі
- Дерек Лоугрен — зомбі
- Енні Маршалл — зомбі
- Річард Мур — зомбі
- Стів Нювенгейм — зомбі
- Брайан Пек — декілька ролей